# 양정애
양정애(1968년 2월 28일 ~ )는 대한민국의 성우이다. 1992년 KBS에 입사했으며, 현재는 KBS 23기이다. 한국방송 성우극회 소속.

## 주요 출연작품

### 애니메이션
- 들장미 소녀 린 (SBS)
- 디지몬 테이머즈 (KBS) - 이성우 / 황주연
- 로봇카니발 (애니원)
- 무지개 요정 큐티하니 (SBS)
- 부탁해 마이멜로디 (카툰네트워크) - 한소이 / 주세연
- 왕부리 팅코 (SBS) - 리포터
- 은하탐정 케인 (SBS) - 어린 케인
- 독도수비대 강치 (EBS1) - 루루 / 강치엄마

### 애니메이션 영화
- 성춘향뎐 (KBS) - 대부인
- 아기공룡 둘리 - 얼음별 대모험 (KBS) - 둘리 엄마

### 영화
- 13일의 금요일 6 (KBS)
- 거장의 장례식 (KBS) - 배우(양흔)
- 나는 네가 지난 여름에 한 일을 알고 있다 (KBS) - 멜리사 (앤 헤이시)
- 동경공략 (KBS)
- 드러머 (KBS) - 세디 누나 (허자오이)
- 디어 헌터 (KBS)
- 러브 스토리 (KBS) - 올리버의 유모(수디 본드)
- 머더 1600 (KBS)
- 멜 깁슨의 영원한 사랑 (SBS)
- 뮌헨 (KBS) - 다프나 (아예렛 주러)
- 블라인드 (KBS) - 마리 (할리나 레인)
- 블러드 워크 (SBS) - 코델 부인(알릭스 코롬제이)
- 비련의 연인 (KBS)
- 사랑도 리콜이 되나요 (KBS) - 사라 (릴리 테일러)
- 사랑은 방울방울(KBS) - 헬레나
- 아메리칸 스윗하트 (KBS) - 캐런
- 양가휘의 굿바이 차이나 (KBS) - 간사
- 원초적 본능 2 (KBS) - 드니즈 (인디라 바르마)
- 웨딩 플래너 (SBS)
- 인생(KBS) - 간호사
- 존 말코비치 되기 (KBS) - 에밀리
- 킬러가 보낸 편지 (KBS)
- 타이타닉 타운 (SBS) - 로잘린 (캐시 화이트)
- 텍사스 레인저 (SBS)
- 파라다이스 로드 (KBS)
- 풀 몬티 (KBS) - 맨디 (에밀리 우프)
- 화성아이, 지구아빠 (KBS) - 소피 (소피 오코네도)
- E.T. (KBS)
- 인터폴 특명 (SBS) - 비서 (제니퍼 스테인)

### 외화
- 대지진 10.5 (KBS) - 오웬의 아내(킴 호손)
- 커맨더 인 치프 (KBS) - 노아 우드러프(크리스튼 쇼)
- X파일 (KBS)
- 아카풀코 해변수사대 (SBS)
- 닥터 후 (KBS)
- 스필버그의 어메이징 스토리 (KBS) - 캐서린 볼드윈 (캐서린 보로워츠)
- 데미지 (KBS) - 케이티 (아나스타샤 그리피스)
- 여총리 비르기트 (CNTV) - 한네(익스프레스 기자) / 안네(진보당 대표) / 샌느(비서) 외
- 먼데이 모닝스 (MBC)

### 방송
- 세상의 모든 다큐 (KBS)
- 청소년 미술감상 (EBS)
- 케이블TV 다솜방송 여성과 건강 MC
- MBC 여행 프로그램
- KBS 퀴즈 막상막하

http://www.kbs.co.kr/1tv/sisa/quizupdown/index.html 보관됨 2006-03-01 - 웨이백 머신

### 게임
- 임진록 2+ 조선의 반격 - 일본 무녀

### 라디오
- KBS 1라디오 KBS 캠페인
- KBS 1라디오 보도본부 24시 MC